# رسلان لوناف
رسلان لوناف (بالأذرية: Ruslan Lunev)‏ هو لاعب رماية أذربيجاني، ولد في 25 يوليو 1989 في باكو في أذربيجان.

## وصلات خارجية
- رسلان لوناف على موقع الاتحاد الدولي (الإنجليزية)
- رسلان لوناف على موقع اللجنة الأولمبية الدولية (الإنجليزية)
- رسلان لوناف على موقع أوليمبيديا (الإنجليزية)
- رسلان لوناف على موقع اللجنة الأولمبية الأذربيجانية (الأذربيجانية)